# Персі Гіт (сценарист)
Персі Гіт (англ. Percy Heath; 30 січня 1884 — 9 лютого 1933) — американський сценарист і драматург.
На 5-й церемонії вручення премії «Оскар» Гіт був номінований у категорії найкращий адаптований сценарій за фільм Доктор Джекіл і містер Гайд, проте програв Едвіну Дж. Бурку. За час своєї кар'єри, Гіт написав сценарії для 50 фільмів.

## Вибрана фільмографія
- 1921: Перше кохання / First Love
- 1922: Її позолочена клітка / Her Gilded Cage
- 1931: Доктор Джекіл і містер Гайд / Dr. Jekyll and Mr. Hyde